# فیلسوف ری
فیلسوف ری کتابی از مهدی محقق راجع به زکریای رازی است که در سال ۱۳۴۹ منتشر و برندهٔ جایزه کتاب سال سلطنتی شد.